# Pearl Starr
Pearl Starr, eigentlich Rose Lee Reed (* 1868 in Rich Hill (Missouri); † 6. Juli 1925 in Arizona) war eine bekannte Prostituierte, Bordellinhaberin zur Zeit des Wilden Westens und die Tochter der „Gangsterkönigin“ Belle Starr, von der sie ihren Kosenamen „Pearl“ bekam.
Pearl Starr wurde als ältestes Kind Belle Starrs und deren ersten Ehemannes, Jim Reed, eines bekannten Mörders und Diebes, geboren. Mit ihren Eltern zog sie viel umher, bis diese sich im sogenannten Indianer-Territorium niederließen. Als sie sechs war, starb ihr Vater bei einer Schießerei. Als Pearl Starr 21 Jahre alt war, wurde auch ihre Mutter getötet. Pearl Starr verließ daraufhin das Indianer-Territorium und ließ sich als Prostituierte in Van Buren im Bundesstaat Arkansas nieder. Wegen der Bekanntheit ihrer Mutter als Belle Starr änderte sie ihren Namen in Pearl Starr.
Nachdem Pearl Starr ausreichend Kapital angesammelt hatte, begab sie sich nach Fort Smith und begann dort ihr eigenes Bordell zu betreiben. Das Bordell war durch einen leuchtendroten Stern, umgeben von Perlen, gekennzeichnet und war bekannt für seinen guten Pianisten, den Whiskey sowie die laut Eigenwerbung „schönsten Mädchen westlich des Mississippi River“.
Der Betrieb war erfolgreich und Pearl Starr konnte weitere Bordelle betreiben, in Saloons sowie sonstiges Eigentum investieren. Mit dem Gesetz geriet Pearl Starr im Gegensatz zu ihren Eltern nur einmal im Zusammenhang mit einem Raubüberfall in Konflikt, bei dem Teile der Beute in ihrem Privathaus gefunden wurden. Das erstinstanzliche Urteil zu einem Jahr im Staatsgefängnis von Arkansas wurde allerdings durch den Arkansas Supreme Court, das höchste Gericht des Bundesstaates, aufgehoben.
Ab 1911 wurde die Prostitution in Fort Smith illegal und die Aktivitäten von Pearl Starr wurden überwacht, sie wahrscheinlich auch arrestiert. Sie verließ den Ort 1921 in Richtung Arizona, wo sie sich in Douglas niederließ. Dort verstarb sie.